# Krienicyn

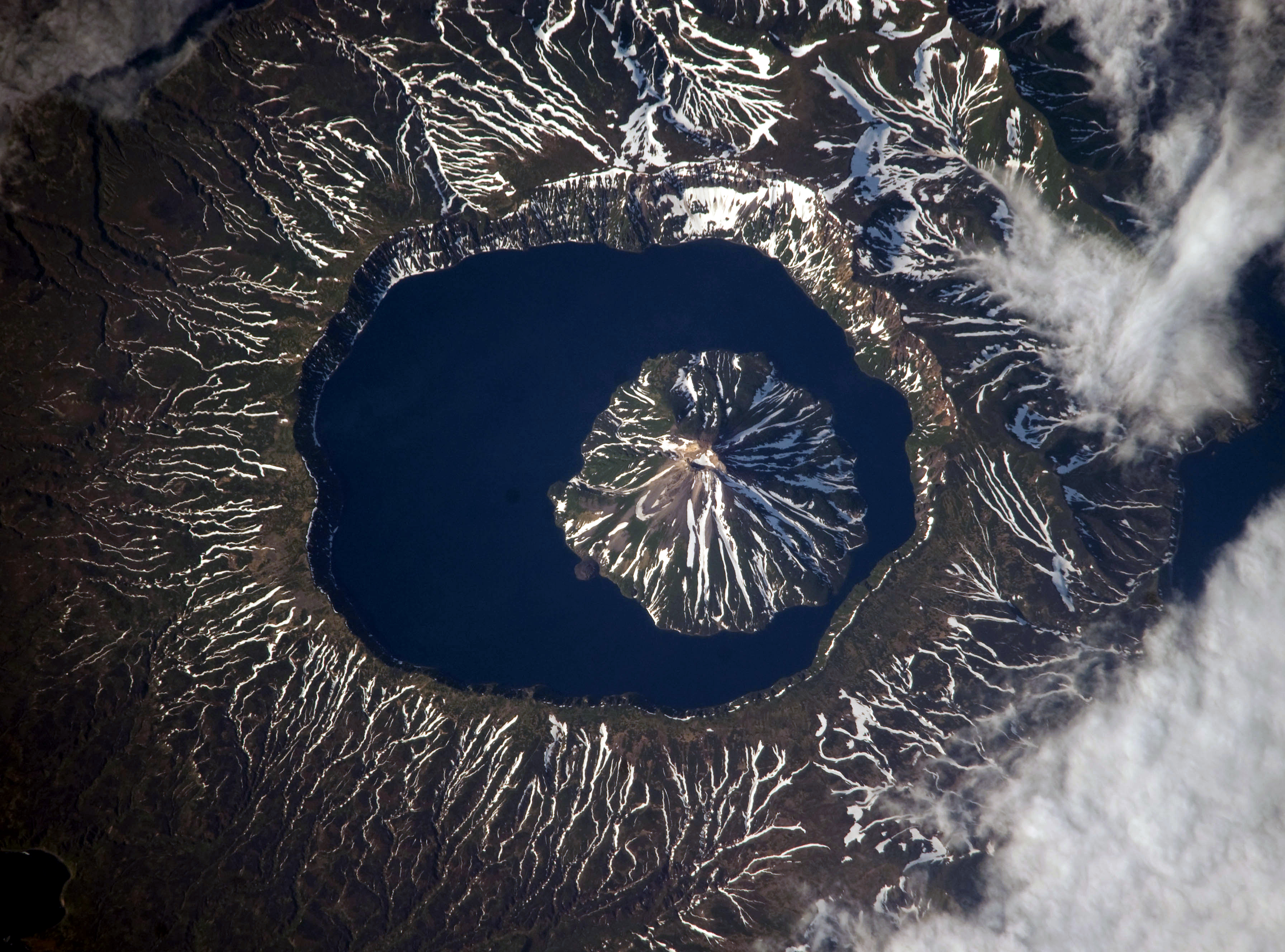
Wulkan Krenicyn na tle kaldery Tao-Rusyr widziany z kosmosu zimą

Krienicyn (ros. Креницын) – czynny stratowulkan mający wysokość około 1325 m n.p.m., w azjatyckiej części Rosji. Jeden z dwóch wulkanów na wyspie Onekotan, leżącej w archipelagu Wysp Kurylskich. Ostatnią erupcję zanotowano w 1952 roku. Wulkan podobnie jak sąsiedni wulkan Nemo, w wyniku ogromnej erupcji utworzył wokół siebie kalderę. Kaldera nazywana Tao-Rusyr ma około 7,5 kilometrową średnicę, która w dużej mierze wypełniona jest wodą. Według szacunków powstała około 5500 lat p.n.e, podczas największej holoceńskiej erupcji wulkanu na Wyspach Kurylskich. Nazwa stożka wulkanicznego Krenicyn została zaczerpnięta od nazwiska rosyjskiego podróżnika i oficera marynarki wojennej Piotra Krienicyna.